# Junonia touhilimasa
Junonia touhilimasa is een vlinder uit de familie Nymphalidae. De wetenschappelijke naam van deze soort werd voor het eerst voorgesteld door Paul Vuillot in een publicatie uit 1892.

## Verspreiding
De soort komt voor in Congo-Kinshasa, West-Tanzania, Noord-Zambia en Zimbabwe.

## Waardplanten
De rups leeft op Phaulopsis johnstonii C.B.Clarke (Acanthaceae).